# Alluaudella longicirrata
Alluaudella longicirrata är en ringmaskart som beskrevs av Mohammad 1973. Alluaudella longicirrata ingår i släktet Alluaudella och familjen Syllidae. Inga underarter finns listade i Catalogue of Life.